# Anselmo Cattich
Anselmo Cattich, nato Nicolò (in croato: Anzelmo Nikola Katić; Janesice, 23 settembre 1715 – Čepikuće, 24 gennaio 1792), è stato un vescovo cattolico dalmata.

## Biografia
Nicolò Cattich nacque nel territorio della parrocchia di Stračva di Jasenice, nella Repubblica di Ragusa, il 23 settembre 1715 da Miha Katić e Stana Pavić-Kolić. Iniziò i suoi studi presso il seminario gesuita di Ragusa e nel 1737 entrò nell'ordine dei frati minori con il nome di Anselmo. Per completare i suoi studi in filosofia e teologia si recò in Italia, a Melfi, dove il 7 febbraio 1740 fu ordinato sacerdote dall'arcivescovo di Nazareth Nicola Iorio. Terminati gli studi, tornò a Ragusa, dove divenne insegnante di filosofia e teologia, formatore della gioventù francescana e predicatore. Scrisse anche diverse poesie in latino e croato.
Quando il 15 giugno 1760 venne a mancare Sigismondo Tudisi, vescovo di Trebigne e Marcana, il senato raguseo scelse il Cattich come suo successore. Questi si recò allora a Roma per ottenere l'approvazione papale. Dopo averlo esaminato, papa Clemente XIII nominò ufficialmente il francescano dalmata come nuovo vescovo il 15 dicembre 1760. Ricevette l'ordinazione episcopale dal cardinale Enrico Benedetto Stuart il successivo 28 dicembre nella basilica di Santa Maria in Aracoeli. 
Dopo essere rimasto nell'Urbe per quasi otto mesi, Cattich rientrò a Ragusa il 7 marzo 1761. Lì fu raggiunto il 19 marzo dal Andrija Lazarević, vicario generale del suo predecessore, il quale lo aggiornò sulla situazione della diocesi e gli consegnò formalmente l'amministrazione della stessa. In quella medesima occasione, Cattich riconfermò il vicario nel suo ruolo. 
All'epoca, la quasi totalità della diocesi di Trebigne e Marcana si trovava sotto il controllo dell'Impero ottomano (con una piccola parte anche nel territorio della Repubblica di Venezia) e la storica ostilità dei governatori turchi aveva sempre reso di fatto impossibile ai vescovi stabilire una sede permanente nelle zone oltre confine. Benché la sede vescovile ufficiale, la disabitata isola di Marcana, fosse invece in territorio raguseo, i suoi vescovi erano comunque soliti risiedere a Ragusa stessa. Cattich era invece intenzionato a dimorare nel territorio della sua diocesi. Fece una prima visita nei territori sotto controllo ottomano nel maggio 1761, della quale inviò un dettagliato rapporto alla Propaganda Fide di Roma. Fece poi una seconda visita l'anno successivo, durante la quale prese accordi con il parroco Mato Ančić di Trebigne per stabilirsi in modo continuativo nelle case parrocchiali. 
Dopo oltre un anno e mezzo, il governatore ottomano di Stolac iniziò a vedere con sospetto la prolungata permanenza del vescovo nel suo territorio e lo convocò a Hutovo per un incontro formale, che si tenne il 18 dicembre 1763. Qui tuttavia il governatore non diede a Cattich la possibilità di giustificarsi, ma lo minacciò di tagliargli la lingua se non avesse lasciato immediatamente i domini turchi, multandolo inoltre per 40 zecchini e tenendolo prigioniero fino a notte fonda. Cattich fu costretto a rientrare a piedi a Ragusa, dove giunse il 23 dicembre. Lì tentò di convincere i politici e diplomatici ragusei a fare pressioni sul governo ottomano affinché concedesse piena libertà di religione ai cattolici della sua diocesi. Tuttavia il senato di Ragusa non si mostrò molto interessato e non diede pieno supporto al vescovo. Questi dovette attendere fino al 1777 anche solo per ottenere un firmano che gli permettesse almeno di poter nuovamente circolare in territorio ottomano. 
Consapevole di non poter contare sul supporto dal governo raguseo, Cattich tentò di risolvere da sé il problema della sua residenza: prese in affitto una casa a Čepikuće, un paesino proprio sul confine tra la Repubblica e l'Impero ottomano, dove si stabilì definitivamente per poter essere il più vicino possibile al resto della sua diocesi. Qui rimase fino al giorno della sua morte, avvenuta il 24 gennaio 1792. Il suo corpo fu trasferito il giorno successivo nella chiesa francescana di Slano, dove fu sepolto.

## Genealogia episcopale
La genealogia episcopale è:
- Cardinale Scipione Rebiba
- Cardinale Giulio Antonio Santori
- Cardinale Girolamo Bernerio, O.P.
- Arcivescovo Galeazzo Sanvitale
- Cardinale Ludovico Ludovisi
- Cardinale Luigi Caetani
- Cardinale Ulderico Carpegna
- Cardinale Paluzzo Paluzzi Altieri degli Albertoni
- Papa Benedetto XIII
- Papa Benedetto XIV
- Papa Clemente XIII
- Cardinale Enrico Benedetto Stuart
- Vescovo Anselmo Cattich, O.F.M.